# Spiceworld
Spiceworld è il secondo album del gruppo musicale pop britannico Spice Girls.
Pubblicato nel novembre 1997, ad un anno di distanza dalla pubblicazione del precedente Spice e appena otto mesi dopo l'uscita dello stesso negli Stati Uniti, l'album ha contribuito a tenere accesa la Spicemania insieme ai singoli che ne sono stati estratti. L'album è anche la colonna sonora del film Spice Girls - Il film, basato sulla carriera del gruppo.
Così come il precedente album, ottenne un gran riscontro di vendite ed ha conquistato numerosissimi dischi di platino. L'album ha venduto 20 milioni di copie.

## Descrizione
L'album è stato prodotto da Matt Rowe, Richard Stannard, e dagli Absoulute, che insieme a Eliot Kennedy avevano curato anche il disco precedente. Alla scrittura dei testi hanno partecipato anche le Spice Girls e Andy Watkins insieme a Paul Wilson.
Dall'album furono inoltre estratti diversi singoli: i primi furono Spice Up Your Life e Too Much, rispettivamente quinto e sesto singolo consecutivo arrivato alla prima posizione della classifica britannica. Successivamente fu pubblicato Stop, primo singolo del gruppo che non raggiunse il vertice della classifica della Gran Bretagna conquistando comunque la seconda posizione, seguito da Viva Forever, quarto ed ultimo singolo estratto che riportò il gruppo al primo posto della classifica. Quest'ultimo singolo venne pubblicato nel giugno del 1998, immediatamente dopo l'uscita dal gruppo di Geri Halliwell, avvenuta il 31 maggio precedente durante lo svolgimento del tour mondiale Spiceworld Tour.
Da questo album sono stati estratti anche due singoli promozionali: Move Over e Step to Me. Queste canzoni sono state usate prima della pubblicazione dell'album come colonna sonora degli spot pubblicitari della Pepsi, azienda della quale era testimonial il gruppo. I singoli furono solo promozionali e non pubblicati commercialmente, ma riservati ai consumatori della bibita.

## Tracce
1. Spice Up Your Life – 2:53 (Spice Girls, Richard Stannard, Matt Rowe)
2. Stop – 3:24 (Spice Girls, Andy Watkins, Kim Wilson)
3. Too Much – 4:31 (Spice Girls, Andy Watkins, Kim Wilson)
4. Saturday Night Divas – 4:25 (Spice Girls, Richard Stannard, Matt Rowe)
5. Never Give Up on the Good Times – 4:30 (Spice Girls, Richard Stannard, Matt Rowe)
6. Move Over – 2:46 (Spice Girls, M. Wood, C. Lane)
7. Step to Me – 4:18 (Spice Girls, Eliot Kennedy) – Solo nelle edizioni giapponesi
8. Do It – 4:04 (Spice Girls, Andy Watkins, Kim Wilson)
9. Denying – 3:46 (Spice Girls, Andy Watkins, Kim Wilson)
10. Viva Forever – 5:09 (Spice Girls, Richard Stannard, Matt Rowe)
11. The Lady Is a Vamp – 3:09 (Spice Girls, Andy Watkins, Kim Wilson)

Durata totale: 42:55

## Formazione

### Voci
- Victoria Adams
- Melanie B
- Emma Bunton
- Melanie C
- Geri Halliwell

### Strumenti
- Snake Davis — flauto
- Magnus Fiennes — tastiera
- Shawn Lee — chitarra
- Steve Lewison — basso
- Milton" McDonald — chitarra
- Matt Rowe — tastiera
- Jon Themis — chitarra acustica
- Paul "Tubbs" Williams — basso

### Produzione
- Produttori: Absoulute, Matt Rowe, Richard Stannard
- Tecnici: Adrian Bushby, Jake Davies, Paul Hicks, Robbie Kazandjian, Mark Tucker, Jeremy Wheatley
- Assistenti tecnici: Robbie Kazandjian, Jan Kybert, Stephen Pelluet, Paul Walton
- Mixaggio: Jan Kybert, Mark "Spike" Stent
- Assistenti al mixaggio: Jan Kybert, Paul Walton
- Programmatori: Pete Davis, Magnus Fiennes, Mike Higham, Matt Rowe
- Arrangiamenti: Steve Sidwell, Anne Dudley, Stephen Hussey

## Classifiche

### Classifiche settimanali
| Classifica (1997) | Posizione massima |
| ----------------- | ----------------- |
| Australia         | 2                 |
| Austria           | 1                 |
| Belgio (Fiandre)  | 2                 |
| Belgio (Vallonia) | 4                 |
| Canada            | 2                 |
| Danimarca         | 1                 |
| Europa            | 1                 |
| Finlandia         | 1                 |
| Francia           | 2                 |
| Germania          | 4                 |
| Giappone          | 6                 |
| Irlanda           | 1                 |
| Italia            | 2                 |
| Malaysia          | 1                 |
| Norvegia          | 1                 |
| Nuova Zelanda     | 1                 |
| Paesi Bassi       | 1                 |
| Portogallo        | 4                 |
| Regno Unito       | 1                 |
| Spagna            | 2                 |
| Stati Uniti       | 3                 |
| Svezia            | 3                 |
| Svizzera          | 2                 |

### Classifiche di fine anno
| Classifica (1997) | Posizione |
| ----------------- | --------- |
| Australia         | 15        |
| Belgio (Fiandre)  | 7         |
| Belgio (Vallonia) | 12        |
| Francia           | 14        |
| Regno Unito       | 5         |
| Spagna            | 36        |
| Svezia            | 21        |
| Classifica (1998) | Posizione |
| Australia         | 9         |
| Austria           | 14        |
| Belgio (Fiandre)  | 20        |
| Belgio (Vallonia) | 22        |
| Canada            | 4         |
| Germania          | 29        |
| Italia            | 11        |
| Nuova Zelanda     | 7         |
| Paesi Bassi       | 21        |
| Stati Uniti       | 10        |
| Svizzera          | 22        |

### Classifiche di fine decennio
| Classifica (1990-99) | Posizione |
| -------------------- | --------- |
| Stati Uniti          | 82        |